# Robuste Dunkelreisratte
Die Robuste Dunkelreisratte (Melanomys robustulus) ist ein Nagetier in der Gruppe der Neuweltmäuse, das im Nordwesten Südamerikas verbreitet ist.

## Merkmale
Die Art ist mit einer Kopf-Rumpf-Länge von 122 mm der größte Vertreter ihrer Gattung. Der deutsche Name bezieht sich auf den kräftig gebauten Schädel. Abweichend von der gewöhnlichen Dunkelreisratte (Melanomys caliginosus) und der Kolumbien-Dunkelreisratte (Melanomys columbianus) ist das oberseitige Fell nicht olivbraun, sondern kupferbraun. Dieses Nagetier besitzt schwarze Vorder- und Hinterpfoten sowie einen schwarzen Schwanz.

## Verbreitung und Lebensweise
Die Robuste Dunkelreisratte bewohnt die östlichen Hänge der Anden in Ecuador. Sie hält sich auf 400 bis 1200 Meter Höhe auf. Die Art ist nachtaktiv und lebt in tropischen Regenwald. Sie bewegt sich auf dem Boden.

## Gefährdung
Die IUCN listet die Art als nicht gefährdet (least concern) da keine Bedrohungen vorliegen und die Gesamtpopulation als stabil gilt.